# 乌罗 (阿罗卡)
乌罗是葡萄牙阿威罗区的一个堂区。总面积10.18平方公里，总人口1206人，人口密度118.5人/平方公里。